# 福山牧
福山牧（ふくやままき）は、安土桃山時代から江戸時代末期にかけて大隅国福山（後の鹿児島県福山町、現在の霧島市福山）にあった馬の牧場である。

## 歴史
1580年（天正8年4月）、薩摩藩藩主の島津義久が鹿屋の高牧野にあった放牧場から100頭の馬を福山に移して放牧場とした。周囲13里（約50キロメートル）の範囲を堀や柵などで囲い、各所に池を掘って馬の飲料水を確保したり、山を盛って日陰を作り夏の暑さや台風を防ぐ配慮が行われた。当初は山犬や狼の大群に襲われることが多く、1708年（宝永5年）に一夜で数十匹の狼を仕留めた山下駒右衛門の武勇伝が残されている。
最盛期には2500頭の馬が放牧され毎年100頭前後の馬が産出される九州最大の馬牧場であったが、1779年（安永8年）の桜島の安永大噴火により火山灰や軽石が厚く堆積し牧草が枯渇したため1000頭の馬が失われた。このため牧場南部は廃止されたものの、近くの末吉牧との統合が行われるなどしてその後も1000頭前後の規模を維持した。江戸時代末期の1863年（文久3年）に廃止され、福山牧にちなむ牧之原という地名が残された。
残された牧草地については1920年（大正9年）から鹿児島県の補助金を受けて工事が行われ、1927年（昭和2年）から畜産が始められている。

## 馬追い
薩摩藩時代には毎年8月に2歳馬を選別する馬追いが行われた。周辺の20郷から1万1千名の串目立と呼ばれる勢子が集められた。各郷名を記した幟を立て、大声を上げて馬を追い立てる様子はさながら合戦のようであった。馬は苙（おろ）と呼ばれる窪地に集められ選別された2歳馬に焼き印が押された。牧場が三ツ山にあったことから三ツ星の焼き印が用いられた。